# Genar Andrinua
Genar Andrinua Kortabarria (Bilbao, 9 de mayo de 1964) es un exfutbolista español. Su demarcación era la de defensa central. Durante su carrera profesional jugó en el Athletic Club y en el Real Valladolid.

## Trayectoria
Se formó como futbolista en la cantera del Athletic Club. El 29 de octubre de 1983 debutó con el primer equipo en un empate a cero ante el RCD Espanyol, cuando era jugador del Bilbao Athletic. En la temporada de su debut gana liga, copa y posterior Supercopa de España. En la temporada 1985-86 jugó como cedido en el Real Valladolid, donde se hizo con la titularidad. A su regreso se incorporó definitivamente al primer equipo, ya que hasta entonces jugaba habitualmente en el filial. Entre 1987 y 1995 fue capitán del Athletic Club sucediendo a Goikoetxea; hasta que le fue concedido a Julen Guerrero. Se retiró al final de la temporada 1996-97 tras trece temporadas en el club bilbaíno, en las que disputó 356 partidos marcando 21 goles.

## Selección nacional
Con la selección sub-21 se proclamó campeón de la Eurocopa sub-21 en 1986.
Entre 1987 y 1990 fue internacional en 28 ocasiones y marcó dos goles. Formó parte de la selección española en la Eurocopa de 1988 y en el Mundial de 1990, torneos en los que fue titular.

## Palmarés

### Campeonatos nacionales
| Título              | Club          | País   | Año  |
| ------------------- | ------------- | ------ | ---- |
| Liga española       | Athletic Club | España | 1984 |
| Supercopa de España | Athletic Club | España | 1984 |

### Copas internacionales
| Título          | Club             | País   | Año  |
| --------------- | ---------------- | ------ | ---- |
| Eurocopa sub-21 | Selección sub-21 | España | 1986 |